# Jaïro Riedewald
Jaïro Riedewald (Haarlem, 9 september 1996) is een Nederlands voetballer die als centrale verdediger, linksback en als verdedigende middenvelder kan spelen. Riedewald is van Surinaams-Indische komaf. Hij debuteerde in 2015 in het Nederlands voetbalelftal. Tot meer dan 3 interlands kwam het echter niet.

## Clubcarrière

### Ajax

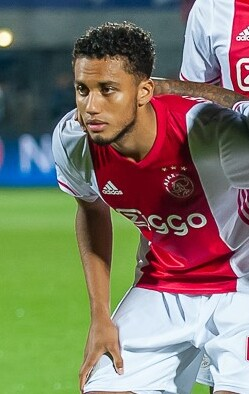
Riedewald met Ajax in 2016

Riedewald maakte op 21 oktober 2013 zijn debuut in het betaald voetbal in een wedstrijd van Jong Ajax in de Jupiler League, uit tegen VVV-Venlo (5-1 verlies). Op 14 december 2013 nam coach Frank de Boer hem op in de wedstrijdselectie voor een Eredivisiewedstrijd uit bij SC Cambuur op 15 december 2013. Dit was de eerste keer dat Riedewald deel uitmaakte van een (wedstrijd)selectie van de hoofdmacht van Ajax. Hij debuteerde op 19 december 2013 voor de hoofdmacht van Ajax in de KNVB Beker-uitwedstrijd tegen V.V. IJsselmeervogels. In die met 0-3 gewonnen wedstrijd verving Riedewald in de 73e minuut Daley Blind. Drie dagen later debuteerde hij in de Eredivisie tegen Roda JC Kerkrade. Na Bojan kwam ook Riedewald in het veld; hij verving in de 80e minuut Christian Poulsen en boog vervolgens met twee doelpunten een 1-0-achterstand om in een 1-2-zege. Door deze 1-2-zege werd Ajax 'winterkampioen' van het seizoen 2013/14. Met zijn eerste doelpunt tijdens zijn competitiedebuut werd Riedewald met 17 jaar en 104 dagen de jongst scorende debutant ooit; zijn voorganger Jeroen Lumu was in 2012 met 17 jaar en 111 dagen de toen jongst scorende debutant. Bij Ajax ging Marco van Basten hem voor met 17 jaar en 154 dagen. Bij Ajax scoorde Gerald Vanenburg zijn eerste goal in de eredivisie reeds op een leeftijd van 17 jaar en 66 dagen, op 10 mei 1981, maar dat was pas ruim 1 maand na zijn debuut op 5 april 1981, op welke dag hij nog niet scoorde. Riedewald werd in januari 2014 toegevoegd aan de selectie van de hoofdmacht van Ajax. Hij maakte op 27 februari 2014 zijn Europese debuut voor Ajax in een UEFA Europa League-uitwedstrijd tegen Red Bull Salzburg. Deze ging met 3-1 verloren. Riedewald verving in de 63e minuut Christian Poulsen.
Met het vertrek van Niklas Moisander koos De Boer in het begin van het seizoen 2015/16 voor Riedewald als nieuwe centrale verdediger naast Joël Veltman. Riedewald groeide na het vertrek van Moisander uit tot vaste waarde in de defensie. In De Klassieker tegen Feyenoord op 7 februari 2016 moest Riedewald al snel na de aftrap afhaken met een blessure. Later bleek dat hij een breuk opgelopen had in zijn linkerenkel waarmee het seizoen voor Riedewald voorbij was. Hij miste, door een schorsing, tot dat moment slechts één Eredivisie duel van de 22 die er al gespeeld waren. Op 1 mei 2016 kon Riedewald zijn rentree maken. Tijdens het met 4-0 gewonnen thuisduel tegen FC Twente verving hij na 76 minuten spelen Kenny Tete.
Nadat Ajax op de laatste speeldag de titel verspeelde aan PSV door met 1-1 gelijk te spelen bij De Graafschap besloot De Boer op te stappen als coach van Ajax. Zijn opvolger Peter Bosz besloot om Riedewald meer als verdedigende middenvelder te gaan gebruiken tijdens de opening van het nieuwe seizoen. Riedewald wist op 15 september 2016 de rebound binnen te schieten van de gemiste penalty van Davy Klaassen waardoor Ajax in de Europa League met 2-1 wist te winnen van Panathinaikos. Dit was voor Riedewald zijn eerste doelpunt sinds zijn rentree. Kort hierna verloor hij zijn basisplaats aan Lasse Schöne.

### Crystal Palace
In de zomer van 2017 ging Riedewald voor 9 miljoen euro naar Crystal Palace FC, waar zijn oud-coach Frank de Boer trainer was geworden. Na het ontslag van De Boer, 77 dagen na diens aanstelling, verloor Riedewald zijn basisplaats bij Crystal Palace en kwam hij op een zijspoor terecht. Eind 2019 bevond hij zich nog op dit dode spoor, maar vanaf december 2019 kreeg hij toch weer speeltijd en basisplaatsen.

## Clubstatistieken
Beloften
| Seizoen | Club      |                    | Competitie     | Competitie | Competitie |
| Seizoen | Club      | Wed.               | Competitie     | Dlp.       |            |
| ------- | --------- | ------------------ | -------------- | ---------- | ---------- |
| 2013/14 | Jong Ajax | Vlag van Nederland | Eerste divisie | 10         | 0          |
| 2014/15 | Jong Ajax | Vlag van Nederland | Eerste divisie | 9          | 1          |
| 2015/16 | Jong Ajax | Vlag van Nederland | Eerste divisie | 0          | 0          |
| 2016/17 | Jong Ajax | Vlag van Nederland | Eerste divisie | 4          | 0          |
| Totaal  | Totaal    | Totaal             | Totaal         | 23         | 1          |

Bijgewerkt t/m 9 maart 2015
Senioren
| Seizoen        | Club           |                    | Competitie     | Competitie | Competitie | Beker | Beker | Internationaal | Internationaal | Overig | Overig | Totaal | Totaal |
| Seizoen        | Club           | Wed.               | Competitie     | Dlp.       | Wed.       | Dlp.  | Wed.  | Dlp.           | Wed.           | Dlp.   | Wed.   | Dlp.   |        |
| -------------- | -------------- | ------------------ | -------------- | ---------- | ---------- | ----- | ----- | -------------- | -------------- | ------ | ------ | ------ | ------ |
| 2013/14        | Ajax           | Vlag van Nederland | Eredivisie     | 5          | 2          | 1     | 0     | 1              | 0              | 0      | 0      | 7      | 2      |
| 2014/15        | Ajax           | Vlag van Nederland | Eredivisie     | 19         | 0          | 2     | 0     | 4              | 0              | 0      | 0      | 25     | 0      |
| 2015/16        | Ajax           | Vlag van Nederland | Eredivisie     | 23         | 0          | 0     | 0     | 10             | 0              | —      | —      | 33     | 0      |
| 2016/17        | Ajax           | Vlag van Nederland | Eredivisie     | 16         | 0          | 1     | 0     | 11             | 1              | —      | —      | 28     | 1      |
| Club totaal    | Club totaal    | Club totaal        | Club totaal    | 63         | 2          | 4     | 0     | 26             | 1              | 0      | 0      | 93     | 3      |
| 2017/18        | Crystal Palace | Vlag van Engeland  | Premier League | 12         | 0          | 3     | 0     | —              | —              | —      | —      | 15     | 0      |
| 2018/19        | Crystal Palace | Vlag van Engeland  | Premier League | 0          | 0          | 4     | 0     | —              | —              | —      | —      | 4      | 0      |
| 2019/20        | Crystal Palace | Vlag van Engeland  | Premier League | 17         | 0          | 2     | 0     | —              | —              | —      | —      | 19     | 0      |
| 2020/21        | Crystal Palace | Vlag van Engeland  | Premier League | 33         | 2          | 1     | 0     | —              | —              | —      | —      | 34     | 2      |
| 2021/22        | Crystal Palace | Vlag van Engeland  | Premier League | 3          | 0          | 2     | 1     | —              | —              | —      | —      | 5      | 1      |
| 2022/23        | Crystal Palace | Vlag van Engeland  | Premier League | 6          | 0          | 1     | 0     | —              | —              | —      | —      | 7      | 0      |
| 2023/24        | Crystal Palace | Vlag van Engeland  | Premier League | 9          | 0          | 3     | 0     | —              | —              | —      | —      | 12     | 0      |
| Club totaal    | Club totaal    | Club totaal        | Club totaal    | 80         | 2          | 16    | 1     | 0              | 0              | 0      | 0      | 96     | 3      |
| Carrièretotaal | Carrièretotaal | Carrièretotaal     | Carrièretotaal | 163        | 5          | 20    | 1     | 26             | 1              | 0      | 0      | 209    | 7      |

Bijgewerkt op 6 januari 2025

## Interlandcarrière

### Jeugdelftallen
Riedewald maakte zijn debuut als jeugdinternational op 12 april 2011 voor het Nederlands elftal onder 15 jaar in een vriendschappelijke wedstrijd tegen Slowakije –15 (1-0 winst). Riedewald kwam verder uit voor de elftallen onder 16, 17 en 19. Voor het elftal onder 19 jaar scoorde Riedewald zijn eerste doelpunt als jeugdinternational. Dit deed hij op 31 maart 2015 in de EK-kwalifcatiewedstrijd tegen Zwitserland –19. Deze wedstrijd werd met 4-0 gewonnen door Nederland wat zich door dat resultaat had gekwalificeerd voor het EK–19 in Griekenland. Riedewald werd door Ajax samen met zijn teamgenoten Riechedly Bazoer en Donny van de Beek niet vrijgegeven om deel te nemen aan dit EK. In mei 2015 werd hij door Remy Reijnierse opgenomen in de 25-koppige selectie die met Jong Oranje op een trainingsstage zou gaan ter voorbereiding op het internationale jeugdtoernooi in het Franse Toulon. Riedewald meldde zich echter een dag later af met een blessure. In september 2016 mocht Riedewald, die op dat moment al drie interlands voor het grote Oranje achter zijn naam had staan, zich opnieuw melden bij Jong Oranje. Ditmaal debuteerde hij wel voor Jong Oranje op 2 september 2016 in een EK-kwalificatiewedstrijd tegen Jong Wit-Rusland. Deze wedstrijd eindigde in een 2-2 gelijkspel waardoor Jong Oranje kwalificatie niet meer in eigen hand had.
| Jeugdinterlands van Jaïro Riedewald | Jeugdinterlands van Jaïro Riedewald | Jeugdinterlands van Jaïro Riedewald | Jeugdinterlands van Jaïro Riedewald | Jeugdinterlands van Jaïro Riedewald | Jeugdinterlands van Jaïro Riedewald |
| Team (№ interlands)                 | Datum                               | Wedstrijd                           | Uitslag                             | Soort Wedstrijd                     | Doelpunten                          |
| Als speler bij Ajax                 | Als speler bij Ajax                 | Als speler bij Ajax                 | Als speler bij Ajax                 | Als speler bij Ajax                 | Als speler bij Ajax                 |
| ----------------------------------- | ----------------------------------- | ----------------------------------- | ----------------------------------- | ----------------------------------- | ----------------------------------- |
| Onder 15 (1.)                       | 12 april 2011                       | Nederland – Slowakije               | 1 – 0                               | Vriendschappelijk                   |                                     |
| Onder 15 (2.)                       | 14 april 2011                       | Nederland – Slowakije               | 2 – 0                               | Vriendschappelijk                   |                                     |
| Onder 16 (1.)                       | 25 oktober 2011                     | Peru – Nederland                    | 0 – 1                               | Tournoi Val de Marne 2011           |                                     |
| Onder 16 (2.)                       | 27 oktober 2011                     | Frankrijk – Nederland               | 4 – 1                               | Tournoi Val de Marne 2011           |                                     |
| Onder 16 (3.)                       | 29 oktober 2011                     | Nederland – Verenigde Staten        | 1 – 3                               | Tournoi Val de Marne 2011           |                                     |
| Onder 16 (4.)                       | 3 februari 2012                     | Nederland – Portugal                | 2 – 0                               | Int. jeugdtoernooi Portugal 2012    |                                     |
| Onder 16 (5.)                       | 5 februari 2012                     | Nederland – Israël                  | 0 – 0                               | Int. jeugdtoernooi Portugal 2012    |                                     |
| Onder 16 (6.)                       | 7 februari 2012                     | Italië – Nederland                  | 2 – 1                               | Torneio Int. de Santarém 2012       |                                     |
| Onder 17 (1.)                       | 23 oktober 2012                     | Nederland – Letland                 | 2 – 1                               | EK-kwalificatie Slowakije 2013      |                                     |
| Onder 17 (2.)                       | 25 oktober 2012                     | Litouwen – Nederland                | 0 – 0                               | EK-kwalificatie Slowakije 2013      |                                     |
| Onder 17 (3.)                       | 28 oktober 2012                     | Nederland – België                  | 2 – 1                               | EK-kwalificatie Slowakije 2013      |                                     |
| Onder 17 (4.)                       | 8 februari 2013                     | Portugal – Nederland                | 1 – 1                               | XXXVI Torn. Int. do Algarve'13      |                                     |
| Onder 17 (5.)                       | 10 februari 2013                    | Duitsland – Nederland               | 3 – 1                               | XXXVI Torn. Int. do Algarve'13      |                                     |
| Onder 17 (6.)                       | 12 februari 2013                    | Nederland – Engeland                | 1 – 0                               | XXXVI Torn. Int. do Algarve'13      |                                     |
| Onder 17 (7.)                       | 6 maart 2013                        | Nederland – Finland                 | 3 – 1                               | Vriendschappelijk                   |                                     |
| Onder 17 (8.)                       | 21 maart 2013                       | Nederland – Noord-Ierland           | 2 – 2                               | EK-kwalificatie Slowakije 2013      |                                     |
| Onder 17 (9.)                       | 23 maart 2013                       | Nederland – Italië                  | 1 – 0                               | EK-kwalificatie Slowakije 2013      |                                     |
| Onder 17 (10.)                      | 26 maart 2013                       | Nederland – Noorwegen               | 1 – 1                               | EK-kwalificatie Slowakije 2013      |                                     |
| Onder 19 (1.)                       | 10 september 2013                   | Nederland – Italië                  | 1 – 1                               | Vriendschappelijk                   |                                     |
| Onder 19 (2.)                       | 10 oktober 2013                     | Turkije – Nederland                 | 0 – 1                               | Vriendschappelijk                   |                                     |
| Onder 19 (3.)                       | 13 oktober 2013                     | Turkije – Nederland                 | 1 – 3                               | Vriendschappelijk                   |                                     |
| Onder 19 (4.)                       | 13 november 2013                    | Nederland – Moldavië                | 3 – 0                               | EK-kwalificatie 2014                |                                     |
| Onder 19 (5.)                       | 15 november 2013                    | Nederland – Wales                   | 0 – 0                               | EK kwalificatie 2014                |                                     |
| Onder 19 (6.)                       | 18 november 2013                    | Georgië – Nederland                 | 2 – 1                               | EK kwalificatie 2014                |                                     |
| Onder 19 (7.)                       | 5 maart 2014                        | Nederland – Spanje                  | 2 – 1                               | vriendschappelijk                   |                                     |
| Onder 19 (8.)                       | 5 september 2014                    | Duitsland – Nederland               | 3 – 2                               | vriendschappelijk                   |                                     |
| Onder 19 (9.)                       | 8 september 2014                    | Ierland – Nederland                 | 1 – 0                               | vriendschappelijk                   |                                     |
| Onder 19 (10.)                      | 9 oktober 2014                      | Nederland – Andorra                 | 7 – 0                               | EK kwalificatie 2015                |                                     |
| Onder 19 (11.)                      | 11 oktober 2014                     | Nederland – Moldavië                | 3 – 0                               | EK kwalificatie 2015                |                                     |
| Onder 19 (12.                       | 14 oktober 2014                     | Polen – Nederland                   | 1 – 2                               | EK kwalificatie 2015                |                                     |
| Onder 19 (13.)                      | 26 maart 2015                       | Nederland – Servië                  | 1 – 0                               | EK kwalificatie 2015                |                                     |
| Onder 19 (14.)                      | 28 maart 2015                       | Nederland – Noorwegen               | 1 – 1                               | EK kwalificatie 2015                |                                     |
| Onder 19 (15.)                      | 31 maart 2015                       | Nederland – Zwitserland             | 4 – 0                               | EK kwalificatie 2015                | 21'                                 |
| Onder 21 (1.)                       | 2 september 2016                    | Wit-Rusland – Nederland             | 2 – 2                               | EK kwalificatie 2015                |                                     |

### Nederland
Op 21 augustus 2015 maakte bondscoach Danny Blind bekend dat Riedewald behoorde tot 31-koppige voorselectie voor de EK-kwalificatieduels tegen IJsland en Turkije. Een week later maakte Blind bekend dat hij ook geselecteerd was voor de definitieve selectie. Riedewald maakte in de wedstrijd tegen Turkije op 6 september 2015 zijn officiële debuut voor het Nederlands elftal. Riedewald speelde de hele wedstrijd als linksback. Nederland verloor de wedstrijd met 3–0. Hij werd daarmee de jongste debutant sinds Jetro Willems in 2012. Kort daarop speelde hij nog twee wedstrijden voor Nederland. Daarna kwam hij niet meer voor het Nederlands elftal in aanmerking.
| Interlands van Jaïro Riedewald voor Nederland | Interlands van Jaïro Riedewald voor Nederland | Interlands van Jaïro Riedewald voor Nederland | Interlands van Jaïro Riedewald voor Nederland | Interlands van Jaïro Riedewald voor Nederland | Interlands van Jaïro Riedewald voor Nederland |
| №                                             | Datum                                         | Wedstrijd                                     | Uitslag                                       | Competitie                                    | Doelpunten                                    |
| Als speler bij Ajax                           | Als speler bij Ajax                           | Als speler bij Ajax                           | Als speler bij Ajax                           | Als speler bij Ajax                           | Als speler bij Ajax                           |
| --------------------------------------------- | --------------------------------------------- | --------------------------------------------- | --------------------------------------------- | --------------------------------------------- | --------------------------------------------- |
| 1.                                            | 6 september 2015                              | Turkije – Nederland                           | 3 – 0                                         | Kwalificatie EK 2016                          |                                               |
| 2.                                            | 10 oktober 2015                               | Kazachstan – Nederland                        | 1 – 2                                         | Kwalificatie EK 2016                          |                                               |
| 3.                                            | 13 oktober 2015                               | Nederland – Tsjechië                          | 2 – 3                                         | Kwalificatie EK 2016                          |                                               |

## Erelijst
| Eredivisie | 1x | 2014 |

Records
- Jongst scorende debutant in de Eredivisie: 17 jaar en 104 dagen (22 december 2013)
- Jongst scorende debutant van Ajax in de Eredivisie: 17 jaar en 104 dagen (22 december 2013)